# George Stanhope (7e comte de Chesterfield)
Pour les articles homonymes, voir George Stanhope.
George Philip Cecil Arthur Stanhope, 7e comte de Chesterfield (28 septembre 1831 - 1er décembre 1871), titré Lord Stanhope jusqu'en 1866, est un militaire britannique et homme politique conservateur qui siège à la Chambre des communes de 1860 à 1866 lorsqu'il hérite de sa pairie et siège à la Chambre des lords. Il est un joueur de cricket qui joue au cricket de première classe pour le Nottinghamshire et est le premier président du Derbyshire County Cricket Club.

## Jeunesse
Chesterfield est le fils unique de George Stanhope (6e comte de Chesterfield), et d'Anne Elizabeth, fille de Cecil Weld-Forester (1er baron Forester). Il fait ses études au Collège d'Eton. Il joue au cricket pour I Zingari et pour Old Etonians en 1851.

## Carrière militaire et politique
Chesterfield entre dans l'armée britannique et obtient le grade de lieutenant dans les Royal Horse Guards. Il prend sa retraite en 1855. En 1860, il est élu lors d'une élection partielle en tant que député pour Nottinghamshire South un siège qu'il occupe jusqu'en 1866, quand il succède à son père dans le comté et prend son siège à la Chambre des lords.

## Cricket
Lord Chesterfield est l'un des pionniers du cricket du Derbyshire. En 1857 et en 1859, il joue pour une équipe du Derbyshire pré-comté contre All England XIs. Il joue également pour I Zingari.
En 1860, Chesterfield joue au cricket de première classe pour Gentlemen of the North et pour Nottinghamshire. Il joue également pour Nottingham et All England XIs. En 1861, il joue à nouveau des matchs de première classe pour le nord de Gand et le Nottinghamshire. Il joue aussi pour le Marylebone Cricket Club et Gentlemen of the Midland Counties.
Chesterfield joue dix manches en cinq matchs de première classe avec une moyenne de 13,50 et un meilleur score de 65 .
En 1870, Chesterfield est l'un des fondateurs du Derbyshire County Cricket Club et devient le premier président du club .

## Vie privée
En novembre 1871, Lord Chesterfield séjourne à Londesborough Lodge, Scarborough, avec, entre autres, le prince de Galles. Chesterfield et le Prince ont tous deux contracté la fièvre typhoïde. Le prince se rétablit tandis que Lord Chesterfield est décédé des suites de la maladie. Il est célibataire et est remplacé dans le comté par son cousin au troisième degré, George Stanhope.